# Cardiocondyla itsukii
Cardiocondyla itsukii es una especie de hormiga del género Cardiocondyla, tribu Crematogastrini, familia Formicidae. Fue descrita científicamente por Seifert et al. en 2017.
Se distribuye por Bután, China, India, Indonesia, Japón, Nepal, Filipinas, Sri Lanka, Tailandia y Kiribati. Se ha encontrado a elevaciones de hasta 35 metros. Habita en zonas y jardines urbanos.